# Черноземь
Черноземь — деревня в Боровичском районе Новгородской области, входит в состав Железковского сельского поселения.
Расположена на Валдайской возвышенности, в 12 км к югу от Боровичей. Через деревню проходит участок автодороги Р8 Валдай—Боровичи, а также протекает небольшая речка Богачиха — левый приток Мсты.
Ближайшие населённые пункты: деревни Железково, Сидорково, Фёдорково.

## Население

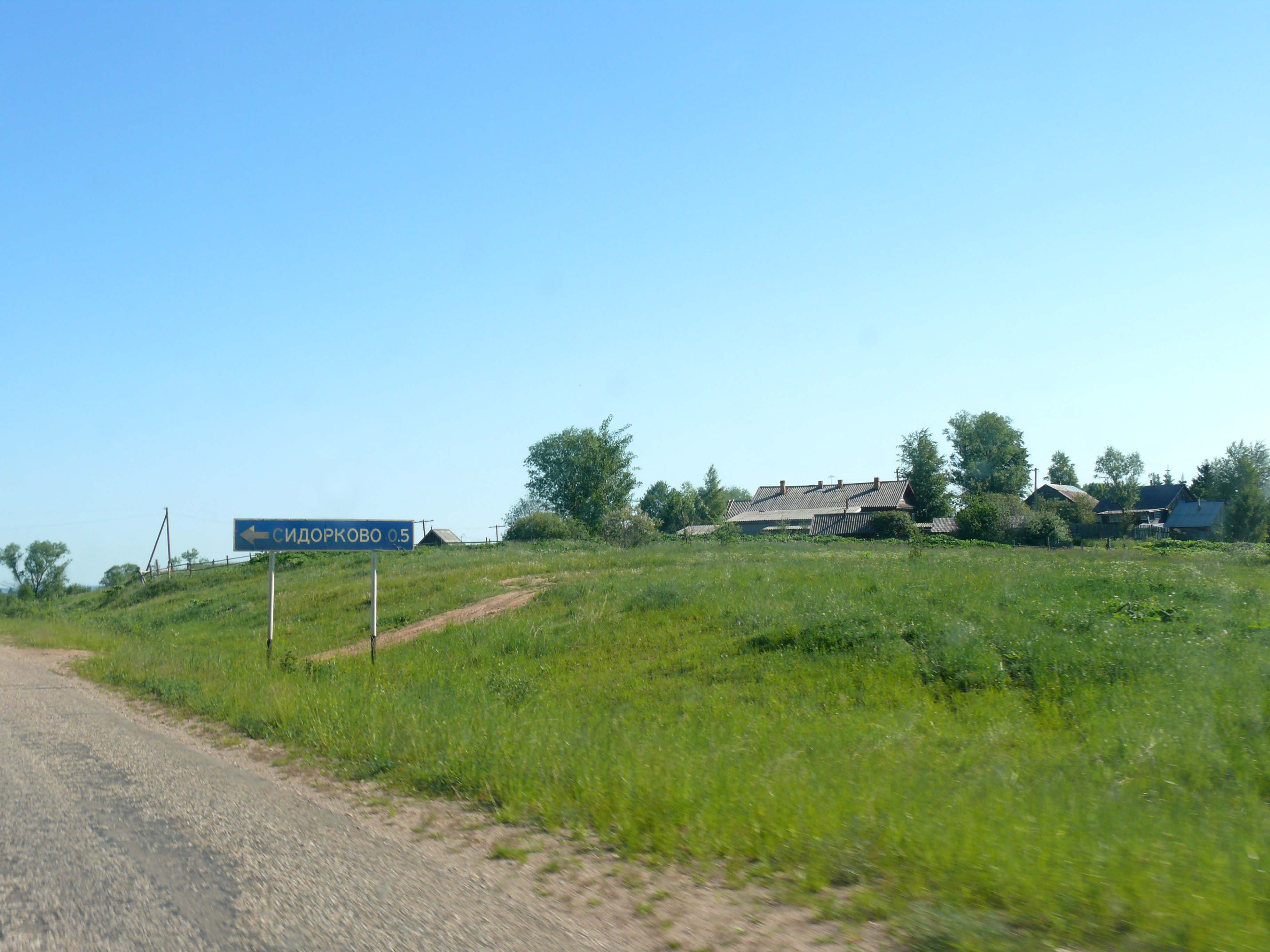
Деревня Черноземь и указатель поворота на Сидорково

| 2010 |
| ---- |
| 71   |